# شعب أعلى (حديبو)

تعديل مصدري - تعديل

شعب أعلى هي إحدى قرى مديرية حديبو التابعة لمحافظة سقطرى، بلغ تعداد سكانها 35 نسمة حسب تعداد اليمن لعام 2004.